# Aa!
Aa! ou Ah! Aa! (あぁ!) é um grupo de J-pop dentro do Hello! Project, liderado pela cantora Reina Tanaka.
Notável Airi Suzuki, com apenas 9 anos de idade, tem um grande desempenho profissional e competente, fazendo dela a menina mais jovem a aparecer em um H!P single.
Natsuyaki foi fazer parte do grupo Hello! Project, Berryz Koubou em 2004, enquanto Suzuki entrou em outro grupo da Hello! Project, °C-ute, um ano mais tarde.
Em 2004, Tanaka e Suzuki se juntaram com outra jovem, Megumi Murakami, para a realização da música "Suki ni Naccha Ikenai Hito", uma de suas músicas do single "All for One & One for All!" single. A música é creditada individualmente para os participantes, mas alguns fãs têm informalmente referenciado essa junção como "Aa! Version 2."
Atualmente, a atividade de gravação do grupo é desconhecida, e não há qualquer informação sobre o lançamento de algum trabalho desde o single em 2003. Contudo, o grupo sofreu mudanças em sua formação original para performances ao vivo em 2007.

## Membros

### Primeira geração
- Reina Tanaka (田中 れいな, líder)
- Miyabi Natsuyaki (夏焼 雅)
- Airi Suzuki (鈴木 愛理)

### Segunda geração
- Miyabi Natsuyaki (líder)
- Airi Suzuki
- Akari Saho (佐保 明梨)

## Discografia
- FIRST KISS (2003)